# Frédéric Taddeï
Pour les articles homonymes, voir Taddeï.
Frédéric Taddeï, né le 5 janvier 1961 à Paris, est un journaliste, animateur de radio, de télévision et de podcasts français.
Il anime les débats sur France 3, puis France 2 dans Ce soir (ou jamais !) de 2006 à 2016, émission reprogrammée le soir en Hier, aujourd'hui, demain avant d'être supprimée. De 2018 à 2022, il présente et anime Interdit d'interdire sur Russia Today. À la radio, il anime Social Club et présente, depuis septembre 2018, une émission culturelle et d'entretien hebdomadaire sur Europe 1.
Depuis avril 2022, il anime et présente  Pourquoi ?, un podcast d’entretiens avec des personnalités.
Entre février et décembre 2023, il anime et présente l’émission Les visiteurs du soir sur CNews. Il est nommé en décembre 2024 à la direction du magazine Marianne.

## Biographie

### Famille et formation
Frédéric Taddeï grandit dans une famille bourgeoise de Boulogne-Billancourt. Son père, d'origine italienne, était cadre dans une banque finançant des projets dans le tourisme, et sa mère,, d'origine lorraine, femme au foyer. Il est l'aîné de sa fratrie, ses parents ayant ensuite donné naissance à deux filles, Marie-Isabelle et Sandrine, qui travaillent depuis des années auprès de lui à la mise en place de ses émissions et dans sa société de production. Il est, depuis 1994, le compagnon de l'actrice Claire Nebout, avec qui il a eu un fils, Diego, né en 1999, dont le parrain est Marc-Édouard Nabe et la marraine Sophie Fontanel.
Après son bac, entre vingt et trente ans, il s'inscrit en faculté six années consécutives dans divers domaines (droit, histoire, sémiologie…) sans dépasser le stade de la première année. Après avoir essayé plusieurs disciplines à la faculté, dont deux ans en droit puisqu'il pensait devenir avocat, ses parents l'aident financièrement pendant dix ans qu'il passe à se cultiver en lisant beaucoup et fréquentant les musées. Il rêve alors d'écrire.

### Activités liées aux magazines
Frédéric Taddeï commence sa carrière en 1990 en lançant le magazine Maintenant. Ainsi repéré par Jean-François Bizot, il est recruté pour collaborer au magazine Actuel. Entre janvier 1990 et février 1991, il écrit quelques articles pour L'Idiot international.
Depuis fin septembre 2010, Frédéric Taddeï tient chaque mois « ses carnets de voyageur moderne » dans Le Figaro magazine.
À partir de la rentrée 2011, il remplace Frédéric Beigbeder dans le magazine GQ où il donne des interviews de personnalités ; Léa Salamé lui succède en décembre 2015. En mars 2017, Frédéric Taddeï remplace Frédéric Beigbeder à la direction de la rédaction du magazine Lui.
En 2017, il écrit l'avant-propos du livre The Night Day, du photographe Keffer, sur la vie nocturne hédonistique de Paris.

### Activités liées à la radio
En 1990, Frédéric Taddeï présente, sur Radio Nova, une chronique littéraire intitulée Aujourd'hui, j'ai lu pour vous.
De 2005 à 2011, il présente sur la radio Europe 1, du lundi au vendredi de 15 h à 16 h, l'émission Regarde les hommes changer, dans laquelle il interviewe des personnalités. L'émission est ensuite diffusée le dimanche de 18 h 15 à 19 h. En septembre 2009, Frédéric Taddéï anime une nouvelle émission qui s'intitule Regarde le monde changer, diffusée le samedi de 18 h 15 à 18 h 30, toujours sur Europe 1. Il remplace Marie Drucker depuis la rentrée 2010 dans l'émission Le Débat des grandes voix sur Europe 1.
À partir de la rentrée 2011, ayant quitté Europe 1, il anime le dimanche en fin d'après-midi sur France Culture l'émission Tête-à-tête, dans la lignée de Radioscopie de Jacques Chancel.
À partir de septembre 2013, Frédéric Taddeï revient sur Europe 1 et anime l'émission Europe 1 social club tous les soirs de 20 h à 22 h (depuis janvier 2017 de 21 h à 22 h). Or, Émilie Mazoyer récupérant la case du Social Club de Frédéric Taddéï, ce dernier sera dès la rentrée 2017 à la tête d'une nouvelle émission entre 19 h et 21 h, faisant de lui l'un des nouveaux poids lourds de la station Europe 1. À partir du 8 janvier 2018, à la suite de changements de grille, il garde deux heures pour débattre mais pour deux émissions différentes : de 19 h à 20 h, il prend en main Europe 1 Soir le débat tandis que Europe 1 Social Club se déroule de 20 h à 21 h.
De septembre 2018 jusqu'en août 2020, il présente, toujours sur Europe 1, une émission culturelle et d'entretien En Balade avec... le dimanche de 11 h à 12 h 30. À la rentrée 2020, il succède à Patrick Cohen à la tête de C'est arrivé cette semaine et C'est arrivé demain chaque week-end.

### Activités liées à la télévision
Frédéric Taddeï fait ses débuts à la télévision comme chroniqueur dans la première partie de Nulle part ailleurs sur Canal+ de 1994 à 1997 au sein de la bande de Jérôme Bonaldi, aux côtés de Sophie Fontanel, Alix de Saint-André, Tania de Montaigne et David Gonner. Par la suite, il remplace Thierry Ardisson de 1997 à 2006 dans l'émission Paris Dernière sur la chaîne de télévision Paris Première. Le lancement de l'émission D'art d'art, en septembre 2002 sur France 2, le fait connaître du grand public. Ce mini-magazine d'1 minute 30, programmé après le journal télévisé du dimanche soir, où il raconte les dessous et les à-côtés d'une œuvre d'art, réalise une audience moyenne de 5 millions de téléspectateurs.
À partir de septembre 2006, il est à la tête d'une émission culturelle quotidienne sur France 3, Ce soir (ou jamais !), qui commence en deuxième partie de soirée et encadre le journal du soir de la chaîne, le Soir 3. L'émission fait l'objet de polémiques récurrentes, invitant des personnalités contestées comme Dieudonné. En 2009, Mathieu Kassovitz, invité de l'émission, émet des doutes sur la version « officielle » des attentats du 11 septembre 2001.
L'émission cesse d'être quotidienne et devient hebdomadaire en septembre 2011. Elle passe sur France 2, autre chaîne du service public, à partir du 8 mars 2013.
En avril 2013, Patrick Cohen accuse Frédéric Taddeï d'inviter des « cerveaux malades ». Taddeï réplique : « Je m’interdis d’être le procureur ou le défenseur des uns et des autres [...] Il y a des gens que ça choque, je le comprends. Mais il ne faut pas regarder l’émission. » Et Taddeï précise en outre qu’« il n’y a jamais eu le moindre propos qui a été condamné » sur son plateau.
En juin 2016, l'émission Ce soir (ou jamais !) s'arrête. Selon PureMédias, la cause en est des audiences faibles, 555 000 téléspectateurs en moyenne et 5,3 % de part d'audience, mais surtout parce que la chaîne veut créer « une nouvelle grande émission culturelle, plus moderne », qui serait nommée "Stupéfiant". PureMédias évoque aussi comme cause possible les controverses provoquées par l'émission, qui avait invité des « personnalités sulfureuses », par exemple Alain Soral, Tariq Ramadan, Marc-Édouard Nabe ou Alain Robbe-Grillet lors de la parution d'Un roman sentimental,. Mais selon Télérama, l'émission, diffusée tard le soir, « manquait de piquant », « avec un air de déjà-vu et des invités moins surprenants que dans le passé ». En septembre 2016 et jusqu’en juin 2017, toujours sur France 2, Frédéric Taddeï présente, un mercredi par mois, une nouvelle émission héritière de Ce soir (ou jamais !), le magazine Hier, aujourd'hui, demain consacré aux idées,, où il passe en revue les meilleurs essais parus en librairie.
En juin 2018, après 16 années de présentation de l'émission D'art d'art, Frédéric Taddeï est remplacé par Adèle Van Reeth. Selon Les Inrocks, la direction de France 2 « continue de se séparer de ses animateurs historiques » et Delphine Ernotte, présidente de France Télévisions, « a décidé de se séparer définitivement de Frédéric Taddeï ».
À partir de la rentrée 2018, Frédéric Taddeï anime Interdit d'interdire sur RT France, une émission de débats culturels et de société d'une heure, quatre fois par semaine.
En février 2022, la France étant en conflit diplomatique avec la Russie sur l'invasion de l’Ukraine, il cesse de présenter Interdit d’interdire sur RT France « par loyauté envers la France », mais ne quitte cependant pas la chaîne.
À partir du 25 février 2023, il présente tous les samedis et dimanches de 22 heures à minuit sur CNews l'émission d'actualité et de débats Les Visiteurs du soir,. Après être revenue à l’antenne en septembre, mais uniquement le dimanche soir, l'émission prend fin en décembre 2023, faute d'audience. Désormais absent de la télévision, Frédéric Taddeï continue toutefois de travailler pour Europe 1. Il lance en mars 2024 une collection de 15 livres qu’il a rédigés, baptisée « Birthday Books ».

### Directeur de l'hebdomadaireMarianne
Le groupe CMI France, propriété du magnat tchèque Daniel Křetínský, nomme le 19 décembre 2024 Frédéric Taddeï directeur de l'hebdomadaire Marianne, en remplacement de Natacha Polony, après avoir annoncé renoncer à la vente du titre de presse au milliardaire conservateur Pierre-Édouard Stérin. Après les pertes de revenus importantes du magazine, la ligne éditoriale pro-souverainiste, de Natacha Polony, très anti-capitaliste, trop critique d'Emmanuel Macron et peu critique de Vladimir Poutine, finit par déplaire à  Daniel Křetínský, ce qui justifie en partie son remplacement par Frédéric Taddeï,. Cette nomination ne rassure pas pour autant tous les observateurs sur ces questions.

### Autres activités
Fin 2005, Frédéric Taddeï réalise un vidéoclip pour le titre phare du chanteur Jérôme Attal, Comme elle se donne, éponyme de l'album.
Le 26 octobre 2011, il lance un site de débats appelé Newsring, qu'il quitte courant 2013 alors qu'un rapprochement de ce pure player avec Terrafemina est à l'étude. Taddéi nie cependant tout lien entre les deux événements.
Le 8 janvier 2013, il devient membre du Haut Conseil à l'égalité entre les femmes et les hommes, créé le même jour par le gouvernement Ayrault.
En décembre 2018, il participe au nouvel événement « Au Cœur de l'expo » avec Europe 1. Le concept repose sur la visite d'une exposition temporaire par Frédéric Taddeï en compagnie d'invités. La première série a été réalisée au Centre Pompidou à Paris.
Au printemps 2022, il se lance au travers de Lymédias dans la production de podcasts,, au nombre desquels Pourquoi ?, un podcast d’entretiens avec des personnalités dont il est en outre le présentateur et animateur.

## Prix et distinctions
En décembre 2007, Frédéric Taddeï reçoit le premier prix Philippe-Caloni, attribué à « un journaliste ayant fait preuve de talent et d’éclectisme, en particulier dans l’exercice de l’interview ou de l’entretien. » 
En 2015, il est fait officier de l'ordre des Arts et des Lettres.

## Statut professionnel
Frédéric Taddeï n'aurait jamais demandé sa carte de presse[réf. nécessaire], document qui selon la loi n'est pas indispensable pour avoir le droit de l'exercice du métier de journaliste, même si son obtention facilite concrètement cet exercice.

## Prise de position
Lorsqu'il rejoint RT France en 2018 (branche francophone de la chaîne russe d'information internationale RT financée par le gouvernement russe), il déclare : « Dans un paysage télévisuel sinistré, où les intellectuels, les chercheurs, les savants, les contestataires n'ont plus la parole et où les vrais débats ont totalement disparu, c'est la seule chaîne de télévision qui m'ait donné carte blanche pour faire ce que je faisais dans Ce soir ou jamais : des émissions intelligentes, sans parti pris, dans lesquelles on pourra discuter de tout, entre gens qui savent de quoi ils parlent, qu'on ne voit pas ailleurs, et qui ne sont pas d'accord entre eux ». Le Huffington Post estime que pour Frédéric Taddeï « ce n'est visiblement pas un souci. Comme il l'a déjà expliqué, il met RT France sur le même plan que CNN ou Al Jazeera ».

## Œuvres
- Avec Marie-Isabelle Taddeï, D'Art d'Art !, vol. 1, Paris, Éditions du Chêne, 2008, 319 p. (ISBN 978-2-84277-854-5)
- Avec Marie-Isabelle Taddeï, D'Art d'Art ! : 2, vol. 2, Paris, Éditions du Chêne, 2009, 319 p. (ISBN 978-2-8123-0101-8)
- Avec Marie-Isabelle Taddeï, D'Art d'Art pour les enfants : 1, vol. 1, Paris, Éditions du Chêne, 2013, 64 p. (ISBN 978-2812309175)
- Avec Marie-Isabelle Taddeï, Faites votre d'Art d'Art : cahier d'activités artistiques, Paris, Éditions du Chêne, 2014, 128 p. (ISBN 978-2812310119)
- Avec Marie-Isabelle Taddeï, Cahier de coloriages d'Art d'Art, Paris, Éditions du Chêne, 2015, 96 p. (ISBN 978-2812312410)
- Avec Marie-Isabelle Taddeï, D'Art d'Art ! : 3, vol. 3, Paris, Éditions du Chêne, 2015, 224 p. (ISBN 978-2812313226)
- Avec Marie-Isabelle Taddeï, D'Art d'Art pour les enfants : 2, vol. 2, Paris, Éditions du Chêne, 2016, 64 p. (ISBN 978-2812315923)
- Avec Marie-Isabelle Taddeï, D'Art d'Art ! : 4, vol. 4, Paris, Éditions du Chêne, 2018, 208 p. (ISBN 978-2812318191)
- D'Art d'Art ! : Le Louvre, Paris, Éditions du Chêne, 2019, 244 p. (ISBN 978-2812319976)
- Marc Welinski (ouvrage collectif), Comment bien vivre la fin de ce monde, Éditions Guy Trédaniel, mars 2021
- 15 ans, Grasset, coll. Birthday Books, 2024
- 16 ans, Grasset, coll. Birthday Books, 2024
- 18 ans, Grasset, coll. Birthday Books, 2024
- 19 ans, Grasset, coll. Birthday Books, 2024
- 20 ans, Grasset, coll. Birthday Books, 2024
- 25 ans, Grasset, coll. Birthday Books, 2024
- 27 ans, Grasset, coll. Birthday Books, 2024
- 33 ans, Grasset, coll. Birthday Books, 2024
- 35 ans, Grasset, coll. Birthday Books, 2024
- 37 ans, Grasset, coll. Birthday Books, 2024
- 40 ans, Grasset, coll. Birthday Books, 2024
- 45 ans, Grasset, coll. Birthday Books, 2024
- 50 ans, Grasset, coll. Birthday Books, 2024